# Corte Sant'Andrea
Corte Sant'Andrea è una frazione del comune di Senna Lodigiana in provincia di Lodi, nella regione Lombardia.
Al censimento del 21 ottobre 2001 contava 22 abitanti.

## Geografia fisica
La località è sita a 56 metri sul livello del mare.

## Storia
La località ed il porto sul Po fu tra i possedimenti dell'antica abbazia di Santa Cristina di Olona, il vicino monastero di fondazione Longobarda.
La località si trova lungo la direttrice della via Francigena, che Sigerico, arcivescovo di Canterbury, percorse tra il 990 e il 994. La corte rappresentò per l'arcivescovo inglese, la XXXIX tappa (Mansio) del suo itinerario di ritorno da Roma verso l'Inghilterra e la località fu da lui definita Sce Andrea. In questa località in particolare vi era il Transitum Padi. La parrocchia locale fu fondata dall'arcivescovo di Milano, per cui il paese dipese dal capoluogo e non dalle province confinanti fino alle riforme razionalizzatrici dell'imperatrice Maria Teresa.
In età napoleonica (1809-16) Corte Sant'Andrea fu frazione di Orio, recuperando l'autonomia con la costituzione del Regno Lombardo-Veneto.
All'Unità d'Italia (1861) il comune (CC D070) contava 545 abitanti. Nel 1869 fu aggregata al comune di Senna Lodigiana.